# Escola de Treino de Voo Elementar N.º 8 da RAAF
A Escola de Treino de Voo Elementar N.º 8 foi uma unidade de treino de pilotagem da Real Força Aérea Australiana (RAAF) que operou durante a Segunda Guerra Mundial. Foi uma de doze escolas de treino de voo elementar criadas pela RAAF para providenciar instrução introdutória a recrutas da RAAF para mais tarde se tornarem pilotos. A Escola de Treino de Voo Elementar N.º 8 foi estabelecida em Setembro de 1940 em Narrandera, Nova Gales do Sul. O treino na escola parou em Dezembro de 1944, e a escola foi reduzida a uma unidade para manter as infraestruturas e as aeronaves da base. Em Junho de 1945 foi oficialmente extinta, e o que dela restou foi re-baptizado como Unidade de Cuidado e Manutenção Narrandera; em Dezembro de 1947, esta unidade foi extinta.

## História
A instrução de voo na Real Força Aérea Australiana sofreu profundas modificações com o despoletar da Segunda Guerra Mundial, devido ao grande aumento de voluntários que se queriam tornar tripulantes aéreos e também à participação da Austrália no Esquema de Treino Aéreo do Império. A unidade de treino de pilotagem da força aérea antes da guerra, a Escola de Treino de Voo N.º 1 na Estação de Point Cook, em Vitória, foi substituída entre 1940-41 por doze escolas de treino de voo elementar e oito escolas de treino de voo de serviço. As escolas de treino de voo elementar providenciavam um curso de voo de doze semanas aos alunos que se graduavam em alguma das escolas de treino inicial da RAAF. O treino de voo era composto por duas fases: a primeira tinha a duração de quatro semanas (incluindo 10 horas de voo) para determinar quais os alunos capazes de se tornarem pilotos. Aqueles que conseguissem ser nomeados passavam de seguida por mais oito semanas (incluindo 65 horas de voo) na escola. Os pilotos que concluíssem com sucesso este curso eram transferidos para uma escola de treino de voo de serviço na Austrália ou no Canadá, para receberem a próxima fase de instrução como aviadores militares.
A Escola de Treino de Voo Elementar N.º 8 foi formada em Narrandera, Nova Gales de Sul, no dia 19 de Setembro de 1940, e ficou subordinada ao Comando da Área Central. A escola foi implementada num aeródromo civil construído pouco tempo antes, além de também ocupar terrenos governamentais nas imediações do aeródromo. O seu comandante inaugural foi o oficial de voo G. F. Hughes. Apesar de as infraestruturas de acomodação serem primitivas e de haver falta de instalações par ao bom funcionamento da escola, os primeiros 60 estudantes chegaram à escola no dia da sua inauguração. O treino de voo, contudo, só começou a meio de mês de Novembro. A força de efectivos da escola no final do mês era de 469 elementos, incluindo 36 oficiais. Artigos jornalísticos sugeriram que a base de Narrandera seria encerrada devido ao "solo não ser o indicado para a prática da aviação" e também à "direcção do vento [...] aliado ao terreno circundante da base". Um ciclone atingiu o aeródromo no dia 6 de Dezembro, destruindo vinte e dois aviões de Havilland Tiger Moth numa questão de minutos, e deixando outros tantos danificados. A RAAF decidiu substituir e repor a frota de aeronaves o mais depressa possível; no dia seguinte, o Ministro do Ar negou que a base tivesse falta de condições e que seria encerrada.

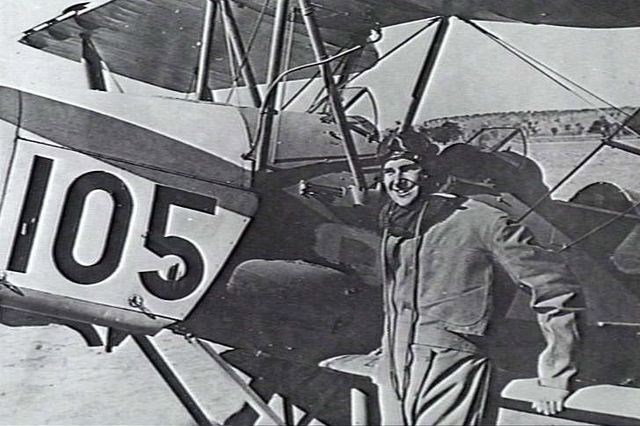
Um piloto da Escola de Treino de Voo Elementar N.º 8 ao lado da sua aeronave de treino, em Maio de 1940

O primeiro curso da Escola de Treino de Voo Elementar N.º 8 terminou no dia 10 de Dezembro de 1940, tendo-se graduado cinquenta estudantes. No final do mês, a escola contabilizava vinte e nove instrutores, cento e onze estudantes e quarenta e uma aeronaves operacionais. No dia 4 de Janeiro de 1941, um instrutor morreu e três indivíduos ficaram feridos quando um Tiger Moth caiu enquanto voava a baixa altitude num dos aeródromos satélite de Narrandera. A 8 de Março, dois aviões Tiger Moth colidiram; o instrutor e o estudante de um dos aviões saltaram, enquanto os outros dois pilotos realizaram uma aterragem de emergência. No final, ninguém ficou ferido. Em Agosto, a escola ficou subordinada ao Grupo N.º 2 da RAAF, depois da dissolução do Comando da Área Central. No dia 31 de Dezembro de 1941, a escola tinha vinte e oito instrutores, cento e vinte e três estudantes e trinta e sete aeronaves operacionais. No dia 30 de Abril de 1942, a escola foi reforçada com cinquenta e oito instrutores, duzentos e onze estudantes e mais de setenta aeronaves; estes números mantiveram-se ao longo do ano. No dia 8 de Setembro de 1942, um Tiger Moth da Escola de Treino de Voo Elementar N.º 8 mergulhou em direcção ao solo pouco depois de descolar de um aeródromo satelite e colidiu com um evento; um indivíduo faleceu e várias pessoas ficaram feridas, assim como os dois pilotos. No dia 9 de Março de 1943, quatro pilotos faleceram e dois aviões Tiger Moth ficaram destruídos numa colisão aérea. A 24 de Março, outro piloto da escola faleceu quando a sua aeronave despenhou-se. Outro piloto da Escola de Treino de Voo Elementar N.º 8 faleceu e um tripulante ficou ferido, no dia 17 de Agosto, depois de o Tiger Moth onde seguiam não ter conseguido recuperar de uma manobra giratória.
Quando o treino de voo na Escola de Treino de Voo Elementar N.º 1, em Tamworth, foi interrompido em Setembro de 1944, vários pilotos que ainda estavam em instrução foram transferidos para a Escola de Treino de Voo Elementar N.º 8. A escola recebeu um avião Avro Anson no mês seguinte para ser usado em instrução terrestre. Em Dezembro de 1944 o treino de voo foi suspenso; a escola era uma de várias instituições de ensino que seriam reduzidas a um pequeno núcleo cujo único intuito seria o de manter as instalações e cuidar das aeronaves da unidade. Nesta altura, a Escola de Treino de Voo Elementar N.º 8 tinha um frota de 83 aviões de treino Tiger Moth. Devido ao excesso de tripulações na Austrália, a Escola de Treino de Voo Elementar N.º 8 foi oficialmente dissolvida no dia 16 de Junho de 1945 e re-formada como Unidade de Cuidado e Manutenção Narrandera. Esta unidade de manutenção foi uma de muitas criadas para armazenar e cuidar das aeronaves antes de serem retiradas de serviço depois da guerra. A unidade foi extinta em 5 de Julho de 1947, depois de cumprir a sua missão.
No dia 2 de Outubro de 1988, Sir Neville McNamara inaugurou um memorial em honra à Escola de Treino de Voo Elementar N.º 8.

## Comandantes
A Escola de Treino de Voo Elementar N.º 8 foi comandada pelos seguintes oficiais:
| Início de comando      | Nome                               |
| ---------------------- | ---------------------------------- |
| 19 de Abril de 1940    | Oficial de voo C .F. Hughes        |
| 24 de Janeiro de 1942  | Líder de esquadrão I. D. Gaze      |
| 3 de Abril de 1942     | Comandante de asa K. Ranger        |
| 6 de Dezembro de 1942  | Líder de esquadrão G. A. Beaumont  |
| 4 de Abril de 1944     | Comandante de asa I. R. D. Masters |
| 31 de Maio de 1944     | Comandante de asa E. A. Beaumont   |
| 23 de Novembro de 1944 | Comandante de asa C. E. Martin     |